# طاهي تنفيذي مساعد
طاهي تنفيذي مساعد هو طاهي ترتيبه الثاني في التسلسل الوظيفي بعد الطاهي التنفيذي. يساعد الطاهي التنفيذي في إدارة المسؤوليات العامة لعمليات مطاعم متعددة. لدى هذا دير هذا الطاهي عدد من الطهاة الرئيسين كما لديه مساعد ورؤساء أقسام كما لديه بعض الأعمال الإدارية مثل الجداول (ومثال عليها أوقات دوام وعطل الموظفين والي يعد أسبوعيا) وطلبيات الطعام وتسهيل التواصل بين الأقسام. في غياب الطاهي التنفيذي يحل الطاهي التنفيذي المساعد مكانه ويتخذ القرارات بدلا عنه.